# أكسيد الليثيوم والكوبالت
أكسيد الليثيوم والكوبالت هو مركب كيميائي صيغته LiCoO2، ويوجد على هيئة صلب أزرق رمادي. يعرف هذا المركب أيضاً باسم كوبالتات الليثيوم.

## التحضير
يحضر المركب من تسخين كميات متناسبة من كربونات الليثيوم مع أكسيد الكوبالت الثنائي والثلاثي أو فلز الكوبالت عند درجات حرارة بين 600–800 °س، ثم بالتطويع الحراري عند الدرجة 900 °س لعدة ساعات.

## الخواص
يوجد أكسيد الليثيوم والكوبالت على هيئة صلب بلوري ذي لون بين الأزرق والرمادي. درست بنية هذا الأكسيد بعدة تقنيات منها الأشعة السينية والمجهر الإلكتروني وحيود المسحوق ومطيافية امتصاص الأشعة السينية الممتدة للبنى الدقيقة (EXAFS).
تتألف البنية من طبقات متوازية مؤلفة من كاتيونات الليثيوم أحادي التكافؤ +Li الواقعة بين صفائح أنيونية ممتدة من ذرات الأكسجين والكوبالت والتي تكون على هيئة بنية ثمانية السطوح مشتركة بالضلوع، بحيث يكون بالنهاية هناك سطحان موازيان لمستوي الصفيحة.

## الاستخدامات
يستخدم أكسيد الليثيوم والكوبالت في تركيب أقطاب بطارية أيونات الليثيوم.